# El amor (álbum de Julio Iglesias)
El Amor es el noveno álbum de estudio del cantante y compositor español Julio Iglesias, lanzado a finales de 1975 por los sellos Alhambra y Columbia Recordsy producido por Rafael Ferro. Los temas originales fueron escritos por Iglesias con apoyo de la cantante Cecilia.
Contiene temas clave del cantante como "Quiero", "El amor" y "Cuidado amor", así como una versión del tema My Sweet Lord, de George Harrison, y dos en español; una del tema "Limelight", de la película homónima de Charlie Chaplin y otra de "Love's Theme" de Barry White y The Love Unlimited Orchestra, abrazando así la influencia del naciente movimiento disco.
El álbum gozó de éxito amplio en varios países de habla hispana, siendo certificado con platino en Argentina, país en donde se grabaron algunos temas del álbum.